# Caen

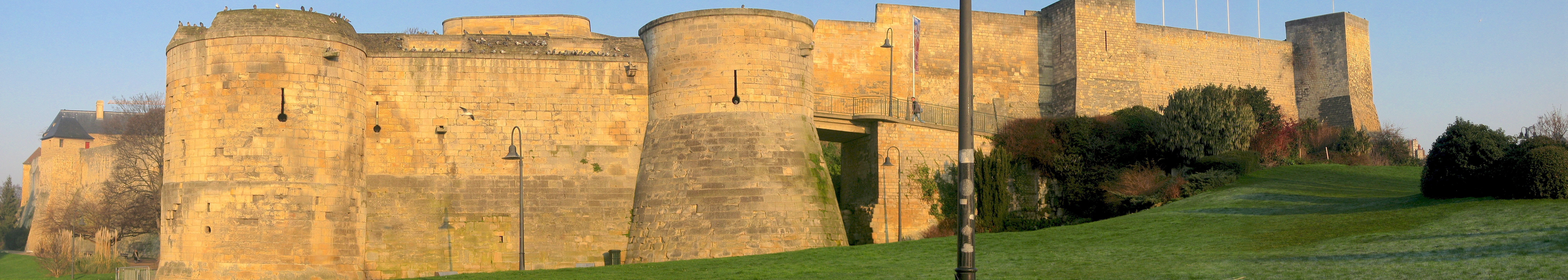
Burg Caen

Caen [kɑ̃] (französisch Caenⓘ) (lateinisch Cadomum [aus keltisch *Catumagos], normannisch Caën oder Kaem) ist eine Stadt in der französischen Region Normandie und mit 108.398 Einwohnern (Stand 1. Januar 2022) die größte Stadt im Département Calvados. Außerdem ist die Stadt Sitz der Präfektur des Départements. Die Präfektur verwaltet auch das Arrondissement Caen. Caen liegt am Fluss Orne, 15 Kilometer oberhalb von dessen Mündung in den Ärmelkanal, sowie 50 Kilometer südwestlich von Le Havre.

## Geschichte

### Etymologie des Stadtnamens
Die ältesten überlieferten Formen des Stadtnamens aus dem elften Jahrhundert sind Cadon/Cadun, Cathim und Cadomo/Cadomi/Cadomum. Allerdings wird in Anlehnung an ähnliche Ableitungen (v. a. bei Rouen) vermutet, dass eine keltische Vorform *Catumagos bestanden haben könnte. Dies wiederum bedeutet ‚Schlachtfeld‘ als Zusammensetzung der beiden urkeltischen Wörter *katu- ‚Kampf‘ (so auch in altirisch cath, bretonisch kad) und *mago(s)- ‚Ebene, Feld’ (z. B. in altirisch mag).

### Ur- und Frühgeschichte
Älteste Spuren in Form einer Megalithanlage finden sich am nahe gelegenen Pierre Tourneresse von Cairon.

### Antike
Nach dem Befund archäologischer Untersuchungen entwickelte sich während der römischen Kaiserzeit vom 1. bis zum 3. Jahrhundert n. Chr. auf dem Gebiet der späteren Abbaye aux hommes ein gallo-römischer Vicus, der in der Nähe einer Augustodurum mit Noviomagus Lexoviorum verbindenden Römerstraße lag.

### Mittelalter

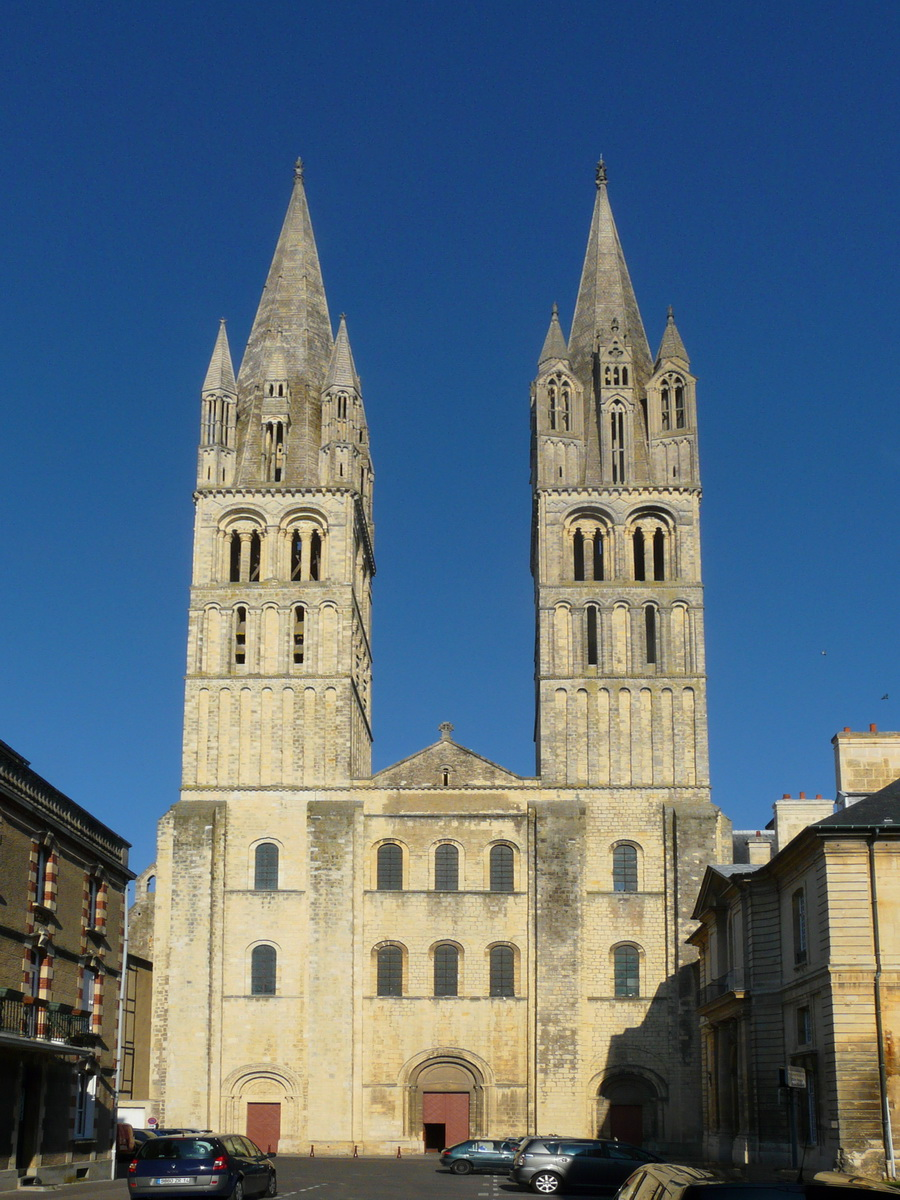
Klosterkirche Saint-Étienne

Das 1027 erstmals urkundlich erwähnte Caen erfuhr im 11. Jahrhundert eine schnelle Stadtentwicklung. Es wurde als burgus (bourg) bezeichnet, war Mittelpunkt einer ausgedehnten herzoglichen Domäne, lag an der Kreuzung bedeutender Straßen und besaß Märkte sowie einen Hafen. Als wichtige Stadt des Herzogtums Normandie entfaltete es sich zunächst unter Wilhelm dem Eroberer. Dieser ließ in Caen eine starke Festung sowie um 1059 eine Abtei für Frauen (Abbaye aux dames) und eine für Männer (Abbaye aux hommes) errichten, in der er auch begraben wurde. Später, während der Hugenottenkriege (1562), wurde sein Grab zerstört und seine Gebeine gingen verloren. Wilhelms Grabstein ist aber bis heute in der Kirche zu besichtigen. Er ließ die Klöster bauen, um nach seiner vom Papst missbilligten Heirat mit seiner Cousine Mathilde Sühne zu leisten. Beide Klöster gehören zu den wichtigsten Baudenkmälern in der Normandie und werden heute – von den Mönchen bzw. Nonnen während der Französischen Revolution verlassen – als Pfarrkirchen genutzt.
Der englische König Wilhelm II. und sein Bruder, Herzog Robert II. von der Normandie, schlossen 1091 in Caen einen Vertrag, in dem sie ihre Streitigkeiten beilegten. Hatte bereits die normannische Eroberung Englands (1066) den weiteren Aufschwung Caens gefördert, so profitierte es ebenso vom im Jahr 1105 erfolgten Brand der mit ihm rivalisierenden Stadt Bayeux. Caen entwickelte sich zu einem Zentrum des intellektuellen Lebens – so dass hier etwa der Theologe Theobald von Étampes († nach 1120) studierte – und wurde eine der Hauptresidenzen König Heinrichs I. († 1135); sodann in der Spätphase des 12. Jahrhunderts administrativer Mittelpunkt der Normandie, sowie Sitz von deren höchstem Gerichts- und Rechnungshof (Echiquier). Viele hochgestellte Bürger Caens arbeiteten für die königliche Finanzverwaltung. Der sogenannte pierre de Caen, ein einheimischer Bruchstein, stellte das bedeutendste Ausfuhrgut des städtischen Hafens dar; vornehmlich wurde er nach England exportiert. Zwischen 5000 und 10.000 Personen dürften zu Beginn des 13. Jahrhunderts in Caen gelebt haben.
Der französische König Philipp II. August konnte Caen im Mai 1204 widerstandslos in Besitz nehmen und bestätigte der Stadt die ihr durch Johann Ohneland am 17. Juni 1203 verliehenen Freiheiten. Sie verlor aber etwas von ihrem bisherigen Status als politisches und geistiges Zentrum. Immerhin dauerte die Siedlungsentwicklung Caens mit seinen drei Stadtteilen (Bourg le Roi, Bourg l’Abbé, Bourg l’Abbesse) an. Ludwig IX. hielt sich hier 1256 und 1269 auf. In Caen gab es nun eine bedeutende Textilindustrie, deren Produkte wie Laken und Leinengewebe vor allem nach Italien ausgeführt wurden. Die Handelskontakte mit England nahmen hingegen ab.
In der Anfangsphase des Hundertjährigen Krieges wurde die Stadt am 26. Juli 1346 von König Eduard III. von England erobert und geplündert, ehe er mit seiner Armee weiterzog und die für ihn siegreiche Schlacht von Crécy ausfocht. Am 8. Oktober 1346 erhielt Caen durch König Philipp VI. von Frankreich die Erlaubnis zur Erbauung starker Stadtmauern. Nun existierte aber in Caen und seiner Umgebung andauernde Unsicherheit, wobei noch Pest und Rebellionen der Einwohner hinzukamen. Um 1357 übernahm ein Schwurverband von sechs Bürgern (bourgeois jurés) die Leitung einer neu eingerichteten Stadtregierung, in der das Amt eines Bürgermeisters nicht vorgesehen war.
König Heinrich V. von England eroberte Caen im September 1417. Es blieb nun in der Spätphase des Hundertjährigen Krieges bis 1450 in englischem Besitz. Der Großteil der Einwohner zog es vor, nicht auszuwandern. Während der Regentschaft des Herzogs von Bedford erfolgte im Januar 1432 die Gründung der Universität Caen, die 1436 ihren offiziellen Lehrbetrieb aufnahm. Nach der Kapitulation der englischen Besatzung fiel Caen im Juni 1450 wieder der französischen Krone zu. So konnte König Karl VII. am 6. Juli 1450 seinen feierlichen Einzug in Caen halten. Seitdem gehörte die Stadt dauerhaft zu Frankreich. Karl VII. bestätigte den Status der unter der englischen Herrschaft etablierten Universität. Ludwig XI. unterschrieb in Caen am 23. Dezember 1465 einen Bündnisvertrag mit dem Herzog von der Bretagne. Die seit der französischen Rückeroberung rückläufige Wirtschaft der Stadt konnte der König nicht neu beleben; seine im Jahr 1470 versuchte Einrichtung großer Handelsmessen in Caen scheiterte. Indessen begann wenigstens das intellektuelle Leben wieder zu erblühen. Erst im frühen 16. Jahrhundert setzte ein allgemeiner Aufstieg ein, sodass Caen neben Rouen ein wichtiger Mittelpunkt für die Verbreitung von Renaissancekultur in der Normandie wurde.

### 16. bis 19. Jahrhundert

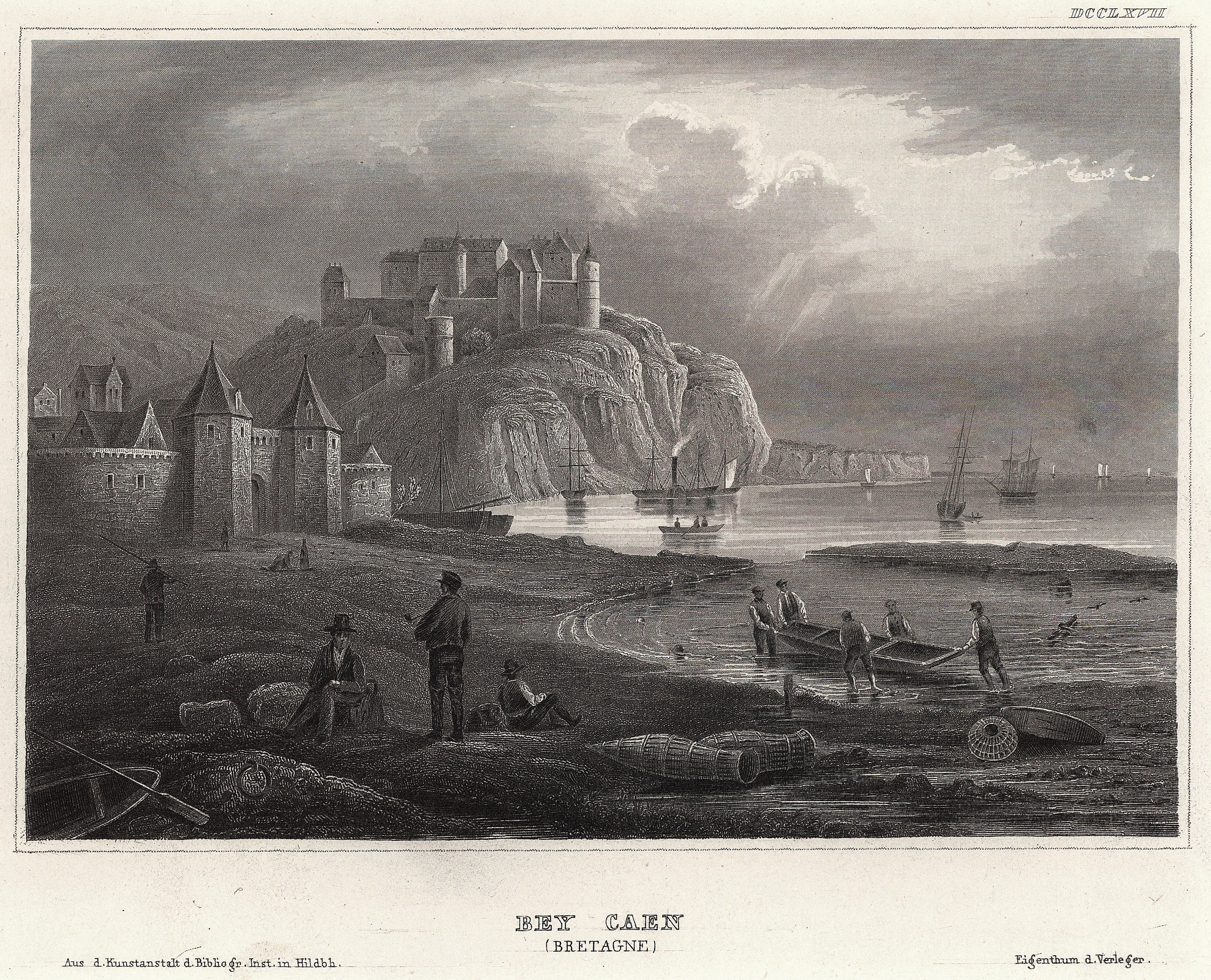
Blick auf Caen ca. 1856

1542 wurde Caen Sitz der Generalität für die Basse-Normandie. 1547 und erneut 1584 sowie 1624 wüteten in der Stadt Pestepidemien. Die Reformation fand hier zahlreiche Anhänger. Zur Zeit der Hugenottenkriege kam Caen im April 1562 in die Hände der Hugenotten, doch unterwarf es sich bald wieder dem französischen König. Später eroberten die Reformierten mit Colignys Hilfe das Schloss. Nach dem Edikt von Amboise (19. März 1563) war Caen von den fortdauernden Unruhen weniger stark betroffen. Während des Bestandes der Heiligen Liga hielt die Stadt zur Partei des Königs, und hierhin begaben sich 1589 vorübergehend die königstreuen Parlamentarier der Normandie. 1639 wurde der Aufstand der Nu-pieds (d. h. „Barfüßigen“) grausam unterdrückt.
Während der Regierung Ludwigs XIV. kam es zu einem wirtschaftlichen Aufschwung der Stadt, doch endete dieser, als 1685 die Hugenotten infolge der Aufhebung des Ediktes von Nantes  auswanderten. Außerdem versandete der Hafen der Stadt. In der Zeit vor der Französischen Revolution kam es mehrmals infolge hoher Getreidepreise zu Unruhen. Beim Ausbruch der Revolution bemächtigten sich die Einwohner am 18. Juli 1789 der Burg von Caen, deren Kommandant seit kurzem Charles-François Dumouriez war. Am 12. August 1789 massakrierte eine Menschenmenge den neuen Burgkommandanten Henri de Belzunce. General Wimpffen unternahm nach dem Sturz der Girondisten (Ende Mai 1793) von Caen aus einen gescheiterten Aufstand gegen die Jakobiner. Die damals in Caen lebende Charlotte Corday brach von hier aus im Juli 1793 zur Ermordung von Jean Paul Marat auf. 1815 wurde die Stadt vom preußischen ersten Armeekorps erobert und die Zitadelle besetzt.

### 20. Jahrhundert
Im Ersten Weltkrieg war in Caen ein Kriegsgefangenenlager für deutsche Soldaten eingerichtet.
Als sich Frankreich im Zweiten Weltkrieg unter deutscher Besatzung befand, ermordeten Deutsche am 15. Dezember  1941 dreizehn Geiseln, darunter den Journalisten Lucien Sampaix. Als im Zweiten Weltkrieg die Westalliierten 1944 die Küste der Normandie als Landungsort der Landung festlegten, kam Caen als Eisenbahnknotenpunkt besondere Bedeutung zu. Nach der am 6. Juni 1944 (D-Day) geglückten Landung der Briten, Kanadier und US-Amerikaner rückten zunächst nur Briten zusammen mit französischen Kommandoeinheiten auf Caen vor; später stießen weitere alliierte Truppen dazu. Laut Operation Overlord war geplant, die Stadt in wenigen Tagen zu besetzen, denn die schnelle Einnahme von Caen als erster größerer Stadt auf französischem Boden hätte eine große strategische und psychologische Kriegswirkung gehabt.
Die Deutschen schlugen zurück. Am 6. Juni 1944 massakrierten sie zwischen 75 und 80 gefangene Résistance-Kämpfer im Gefängnis der Stadt. Im Verlauf der Schlacht um Caen wurde dieses fast völlig zerstört. Bei den Bomberangriffen der Royal Air Force und der United States Army Air Forces auf Caen (am 6.–7. Juni, 12.–13. Juni, 6.–7. Juli) wurden 1967 Menschen getötet. Dies waren 3,5 Prozent aller Einwohner. Die meisten Einwohner waren in umliegende Dörfer und in den Steinbruch von Fleury-sur-Orne geflüchtet. Am 9. Juli 1944 gelang anglo-kanadischen Truppen der 2. und 3. Infanteriedivision in der Operation Charnwood die Befreiung des linken Ufers. Erst am 19. Juli 1944 gelang ihnen die vollständige Befreiung Caens.
Nach dem Krieg war die Bausubstanz zu 73 Prozent zerstört. Der Fotograf Robert Delassalle (1886–1955) dokumentierte das Ausmaß der Schäden. Der Wiederaufbau dauerte von 1948 bis 1962. Erstmals war am 6. Juni 2004 mit Gerhard Schröder ein deutscher Bundeskanzler zur Jubiläumsfeier der Invasion eingeladen.

### Bevölkerungsentwicklung
| Jahr      | 1793   | 1821   | 1851   | 1901   | 1962   | 1968    | 1975    | 1982    | 1990    | 1999    | 2006    | 2016    | 2019    | 2021    |
| --------- | ------ | ------ | ------ | ------ | ------ | ------- | ------- | ------- | ------- | ------- | ------- | ------- | ------- | ------- |
| Einwohner | 34.805 | 36.644 | 45.280 | 44.794 | 91.336 | 110.262 | 119.640 | 114.068 | 112.846 | 113.987 | 110.399 | 105.403 | 106.230 | 108.200 |

Quellen: Cassini und INSEE

## Religion
Die Einwohner gehören den verschiedensten Religionen an, am meisten verbreitet ist der Katholizismus, gefolgt von den Protestanten, den Muslimen und den Juden. Der hohe Anteil der Muslime resultiert aus der Zuwanderung aus den ehemaligen französischen Kolonien in Afrika und Asien, die nach dem Zweiten Weltkrieg hier sesshaft wurden.

## Politik

### Bürgermeister
Bürgermeister von Caen ist seit dem 5. April 2014 Joël Bruneau. Das Mitglied der UMP löste Philippe Duron von der Sozialistischen Partei Frankreichs ab, der für die vereinigte linke Liste Caen en Capitals die Stadt seit 2008 regiert hatte.

### Städtepartnerschaften
Die Stadt Caen unterhält mit folgenden Städten eine Städtepartnerschaft:
- Würzburg, Deutschland, seit 1962
- Portsmouth, Vereinigtes Königreich, seit 1987
- Nashville, Vereinigte Staaten, seit 1991
- Alexandria, Vereinigte Staaten, seit 1991
- Thiès, Senegal, seit 1992

## Infrastruktur und Wirtschaft

### Verkehr
In Caen verkehrte bis zum 31. Dezember 2017 die Tramway de Caen, ein spurgeführter Oberleitungsbus auf Luftreifen. Aus Kostengründen und wegen zahlreicher Pannen wurde beschlossen, das System einzustellen und durch eine Straßenbahn konventioneller Technik zu ersetzen. Die Betriebsaufnahme erfolgte am 27. Juli 2019.
Der Flugplatz Caen-Carpiquet befindet sich außerhalb der Stadt, nahe dem Ort Carpiquet, und bietet einige wenige Inlandsflüge, aber auch saisonale Flüge z. B. nach Spanien, Malta und Kroatien. Mit über 100.000 Passagieren pro Jahr ist der Flugplatz der wichtigste der Normandie. Ferner verfügt Caen über ein dichtes Netz an Buslinien. Die Stadt kann über den Canal de Caen à la Mer, der parallel zum Fluss Orne bis zur Mündung bei Ouistreham verläuft, auch mit kleineren Schiffen erreicht werden. Neben dem Jachthafen gehört zur Stadt Caen außerdem der Handels- und Fährhafen Caen-Ouistreham mit täglichen Fähren nach Portsmouth. Die Eisenbahnstrecke nach Paris soll im kommenden Jahrzehnt teilweise neu gebaut werden und die Fahrzeit von 1:45 Stunden auf eine Stunde sinken.

### Ansässige Unternehmen
Die Firma NXP Semiconductors unterhält in Caen ein Halbleiterwerk mit einer Forschungs- und Entwicklungsabteilung. Weiterhin gibt es Produktionsstätten der Unternehmen Renault und Bosch.
Der größte Arbeitgeber der Region ist jedoch das Universitätskrankenhaus. Zudem ist Caen Sitz der Groupe Hamelin, welche Papierwaren und Büroartikel herstellt.

## Bildung
In Caen befindet sich die 1432 von König Heinrich VI. von England gegründete Universität Caen. Sie wurde während der schweren Kämpfe im Zweiten Weltkrieg fast komplett zerstört, jedoch nach dem Ende des Krieges wieder auf- und ausgebaut. Das Symbol der Universität ist deshalb der Phönix.
Die Universität ist gegliedert in den älteren Campus 1 nahe der Stadtmitte sowie den Campus 2 weiter nördlich. Ersterer beherbergt vor allem die Geisteswissenschaften und Sozialwissenschaften, wohingegen die meisten Naturwissenschaften am Campus 2 zu finden sind. Des Weiteren gibt es noch einen Campus 3, der sich etwa in südlichen Vorort Ifs befindet und das Institut universitaire de Technologie (IUT) beherbergt. Die Zahl der Studenten an der Université de Basse-Normandie hat sich von um 2010 bis zum Jahr 2019 von 25.000 auf 34.000 erhöht.
Außerdem gibt es in Caen die Kunsthochschule ESAM (École supérieure d’arts et médias de Caen-Cherbourg), die außer verschiedenen regulären Studiengängen auch Abendkurse für Kinder und Erwachsenen anbietet. Insgesamt werden im ESAM Caen-Cherbourg ca. 1800 Studenten und Kursteilnehmer pro Jahr unterrichtet.
Die Stadt beherbergt auch die Ingenieurschulen École supérieure d’ingénieurs des travaux de la construction de Caen und École nationale supérieure d’ingénieurs de Caen.

## Kultur und Sehenswürdigkeiten
Die beiden romanischen Kirchen der Abbaye aux Hommes („Männerabtei“) Saint-Étienne und der Abbaye aux Dames („Frauenabtei“) Sainte-Trinité, sowie die Burg Wilhelms des Eroberers sind die Hauptsehenswürdigkeiten und zugleich die bedeutendsten Baudenkmale der Stadt.
Weitere bemerkenswerte Bauwerke sind:
- Kirche Saint-Pierre, ist Zentrum des gleichnamigen Wohnviertels, 
das Gotteshaus ist im Stil zwischen Spätgotik und Renaissance gehalten.[10]
- Kirche Saint-Jean
- Mémorial de Caen; es ist eines der meistbesuchten Museen über die Geschichte des Zweiten Weltkrieges außerhalb des Pariser Ballungsraumes.
- Kunstmuseum in der alten Burg, das Musée des Beaux-Arts de Caen; es verfügt über eine bedeutende Gemäldesammlung.
- Im Musée de Normandie, das sich ebenfalls im Schloss befindet, wird die Geschichte der Region Normandie von der Steinzeit bis in die heutige Zeit mit zahlreichen Ausstellungsstücken gezeigt.
- Hôtel d’Escoville (ein Stadtpalais aus dem 16. Jahrhundert)[10]

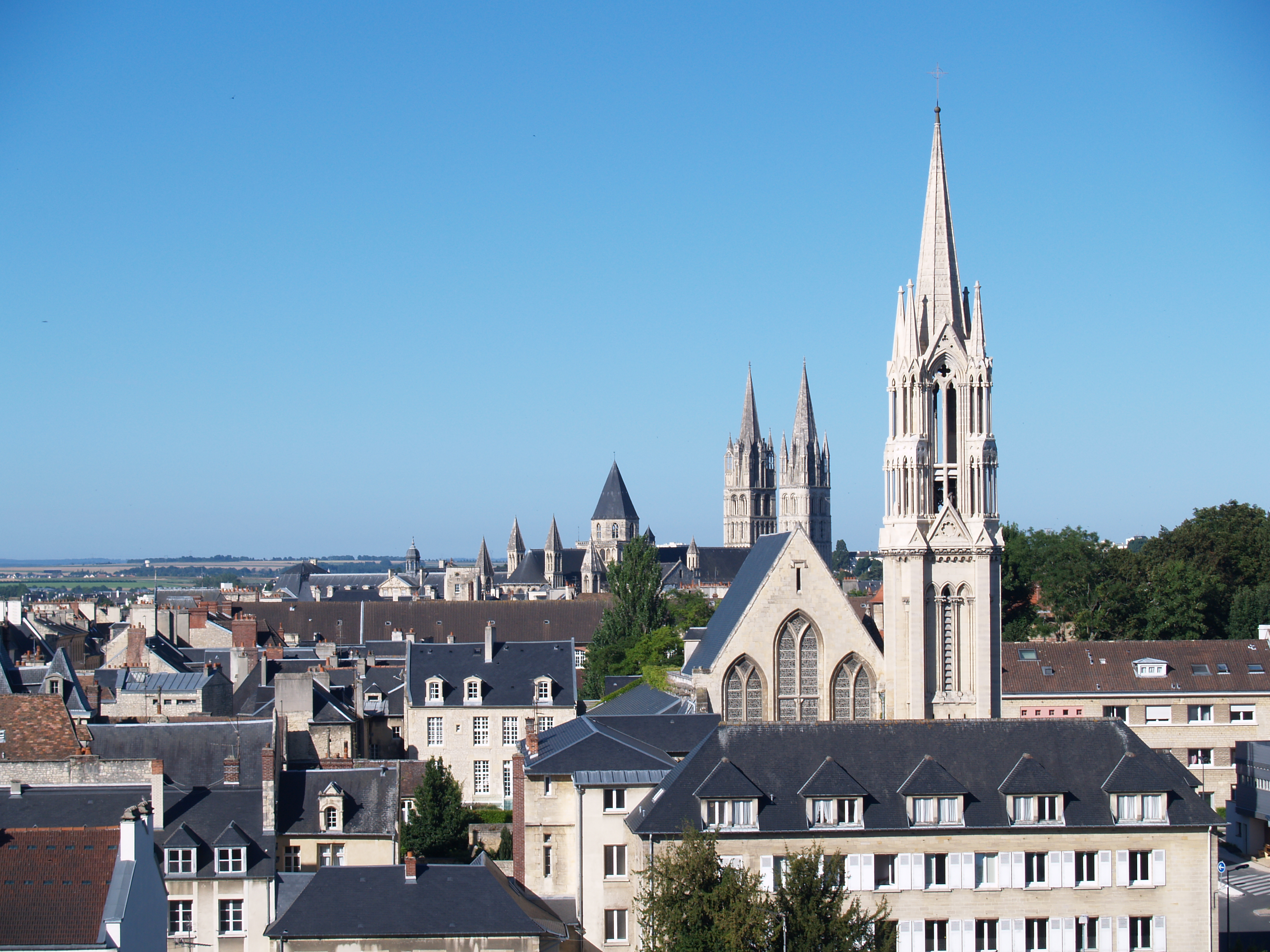
Blick über Caen von der Festung gesehen
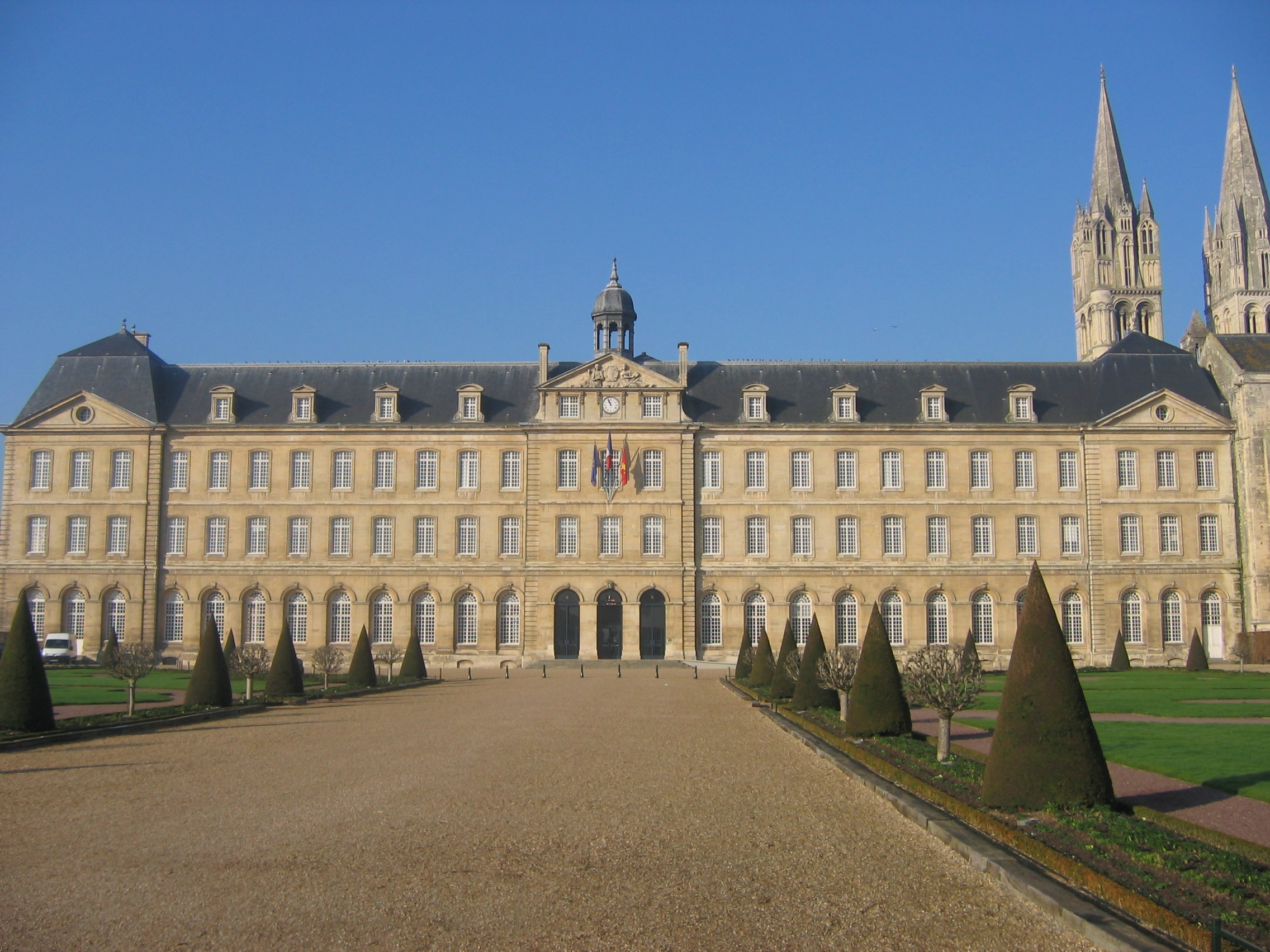
Hôtel de Ville im Südteil der Abbaye aux Hommes
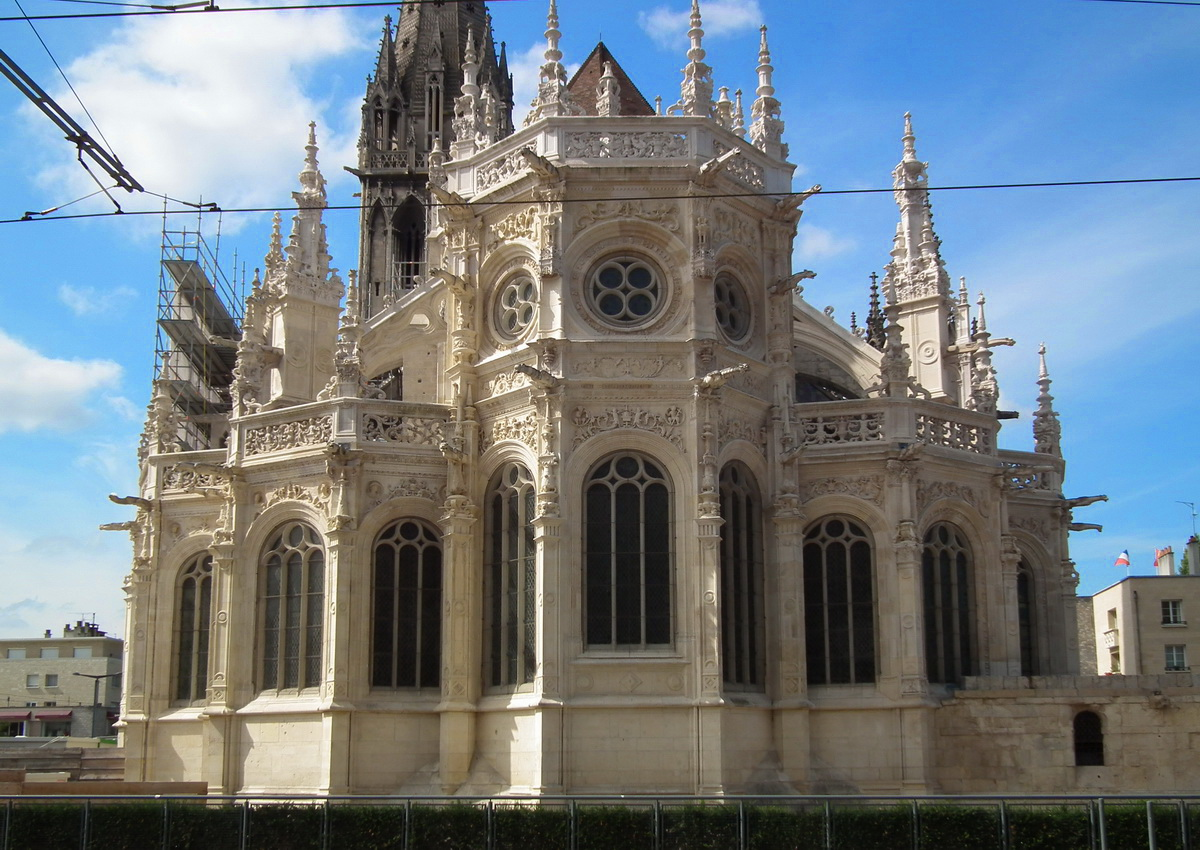
Kirche Saint Pierre
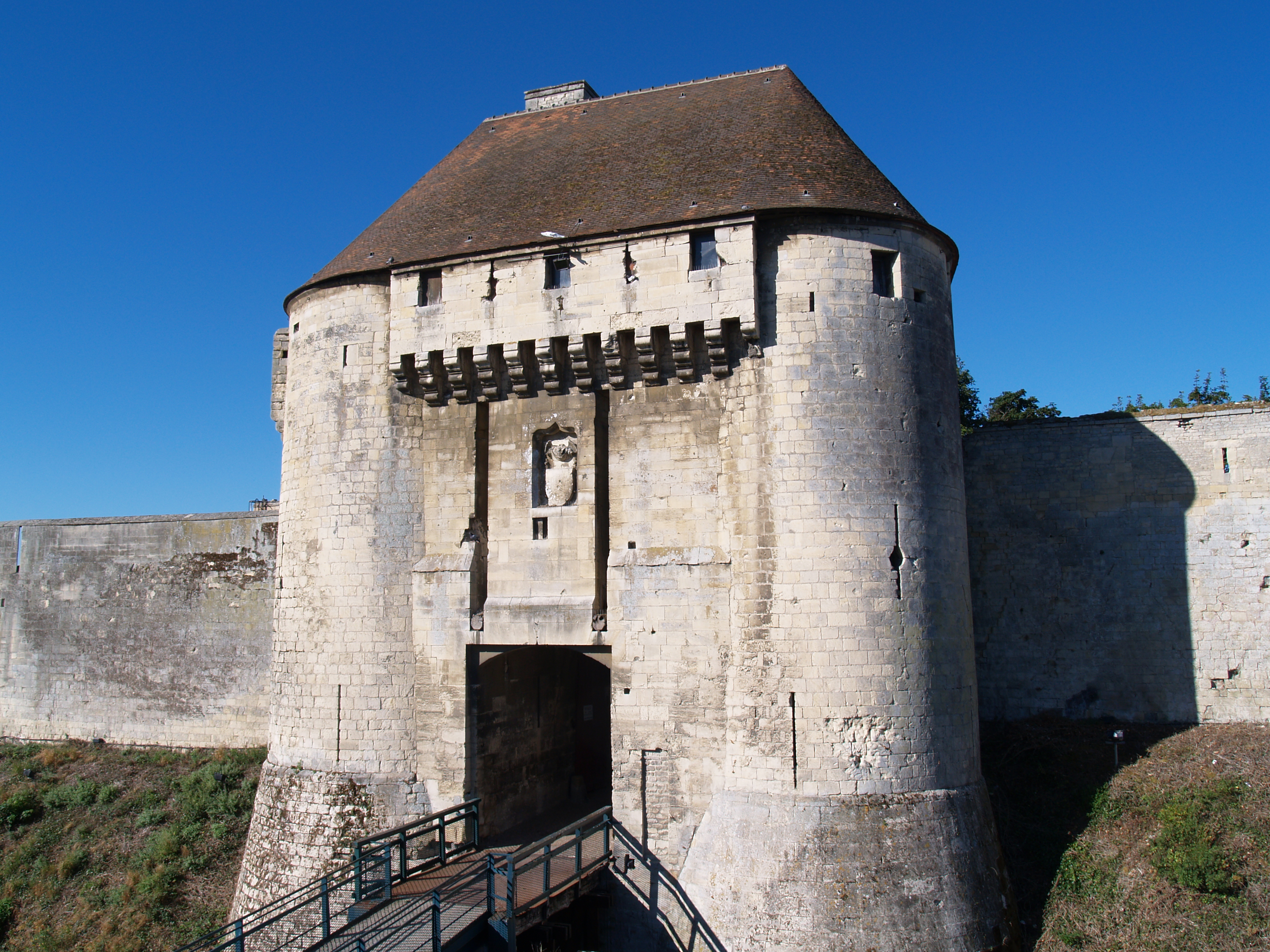
Tor zur Burg von Caen
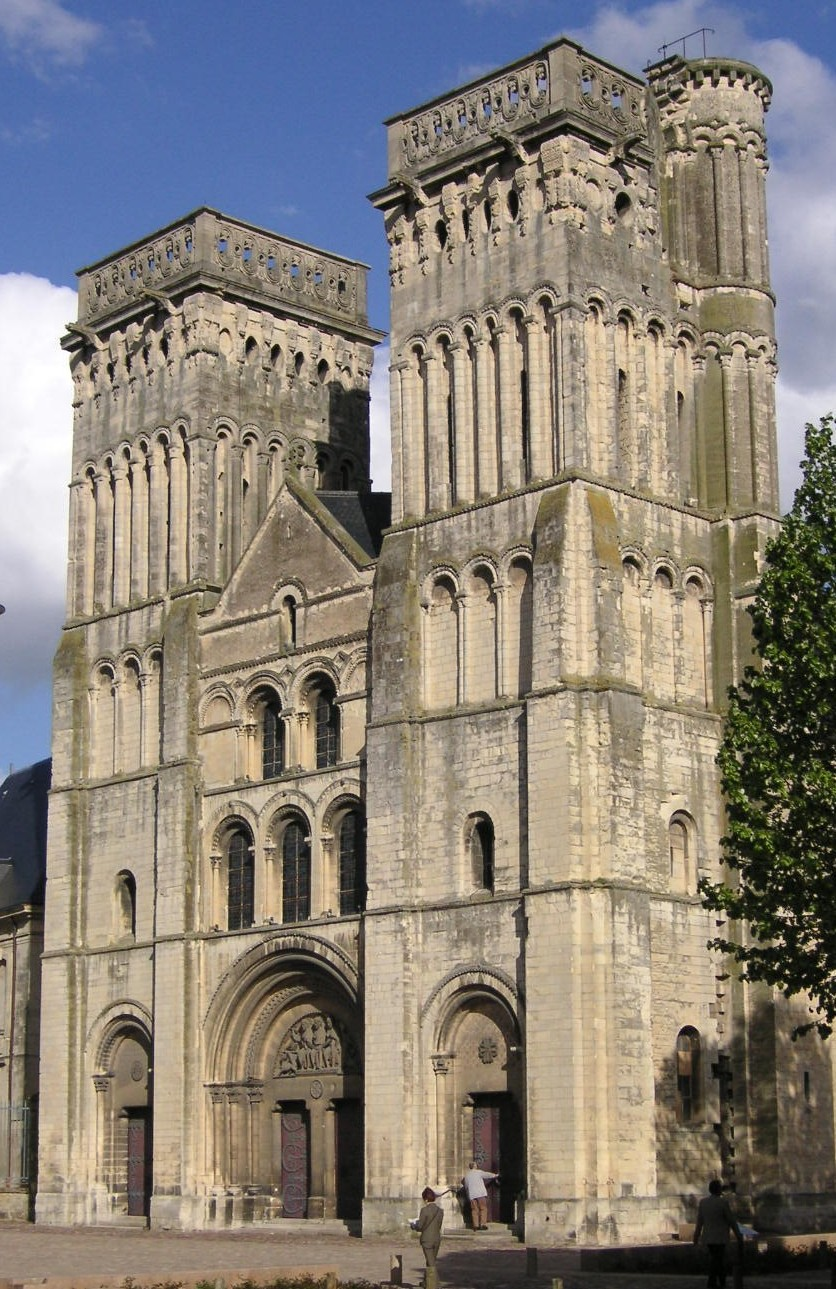
Klosterkirche Sainte-Trinité
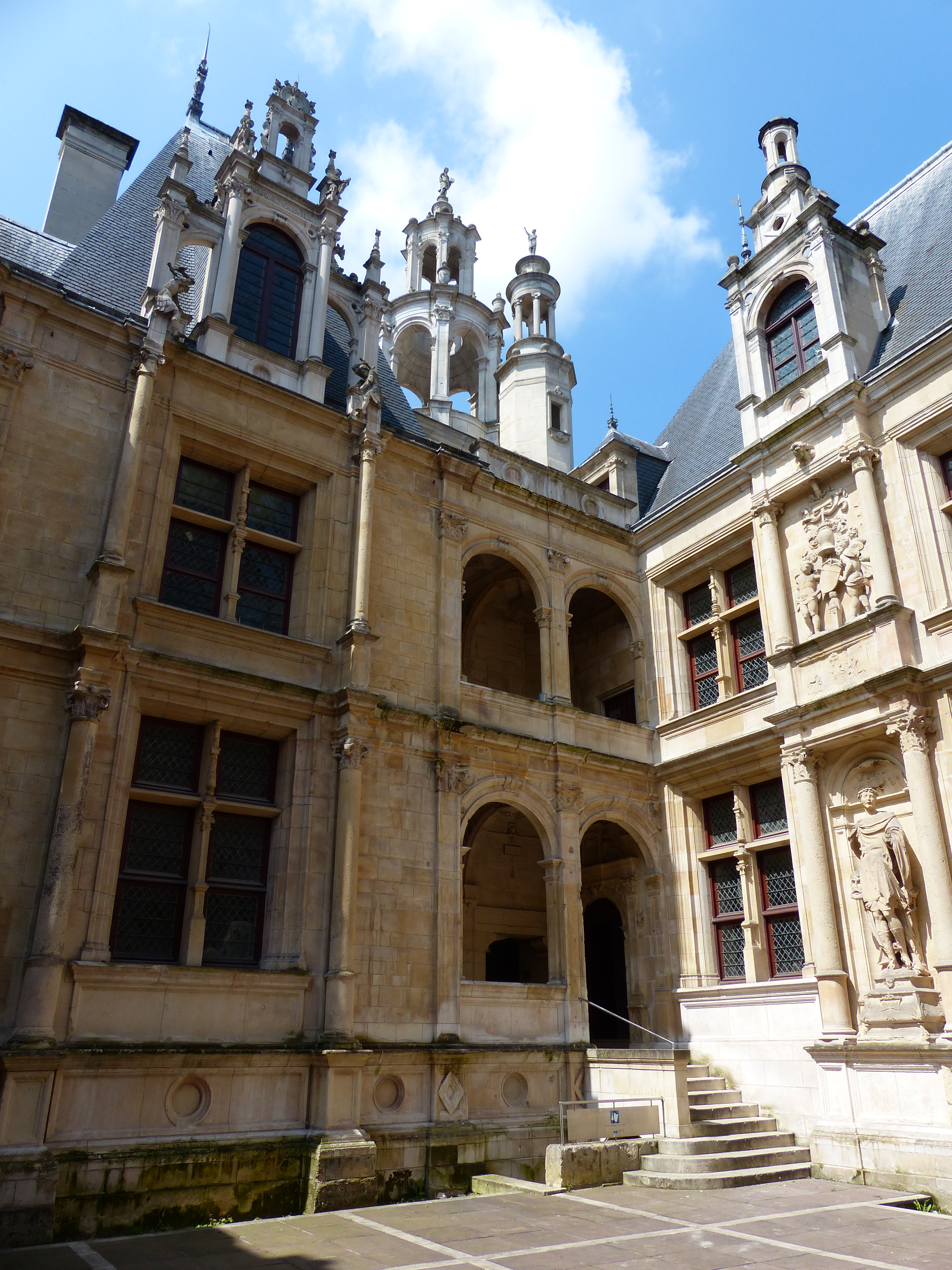
Hôtel d’Escoville

Der Jardin botanique und der Parc floral de la Colline aux Oiseaux sind bedeutende Parks.

## Sport (Auswahl)
- Caen war zwischen 1947 und 2025 insgesamt 36 Mal Etappenort der Tour de France.[12]
- Im August/September 2014 wurden die Weltreiterspiele in Caen ausgetragen.
- Von 1952 bis 1958 wurde sechsmal das Automobilrennen Grand Prix de Caen in der Stadt ausgetragen.
- In Caen gibt es unter anderem Sportvereine für Fußball, Floorball, Badminton, Hockey, Triathlon, Basketball und Eiskunstlaufen.

Der SM Caen spielte bis zum Abstieg in die Drittklassigkeit 2025 lange in den zwei höchsten, professionellen französischen Fußballligen. Die Heimspiele werden im Stade Michel-d’Ornano ausgetragen.

## Persönlichkeiten (Auswahl)
- Daniel-François-Esprit Auber (1782–1871), Opernkomponist
- Euphrasie Barbier (1829–1893), Gründerin der Missionsschwestern Unserer Lieben Frau
- Jean de Bernieres-Louvigny (1602–1659), Mystiker und Autor
- Emmanuel Bex (* 1959), Jazzorganist
- Louis-Victor Bodard (1765–1799), Ingenieur
- Pierre-François-Guillaume Boullay (1777–1869), Chemiker und Apotheker
- Lucie Castets (* 1987), Beamtin und Politikerin
- Isaak Franz Egmont Graf von Chasot (1716–1797), Freund Friedrichs des Großen und preußischer bzw. lübeckischer Offizier
- Alexandre-Étienne Choron (1771–1834), Musikwissenschaftler und -pädagoge
- Adrien Clemenceau (* 1988), Hürdenläufer
- Jacques-Charles-Louis Clinchamp de Malfilâtre (1733–1767), Dichter
- Christophe Coin (* 1958), Cellist, Gambist und Dirigent
- Jean de Crèvecoeur (1735–1813), US-amerikanischer Schriftsteller
- Jacques Daléchamps (1513–1588), Arzt und Botaniker
- Jules Danbé (1840–1905), Dirigent und Geiger
- André Danjon (1890–1967), Astronom
- Maëva Danois (* 1993), Hindernisläuferin
- Ovida Delect (1926–1996), Dichterin und Politikerin (Parti communiste français)
- Christophe Desjardins (1962–2020), Bratschist
- Gabriel Dupont (1878–1914), Komponist
- Jacques-Amand Eudes-Deslongchamps (1794–1867), Mediziner, Zoologe und Paläontologe
- Georges Fournier (1595–1652), Jesuit und Geograph
- Claude-Yves Gosselin (* 1961), Autorennfahrer und Unternehmer
- Patrice Goueslard (* 1965), Autorennfahrer
- Jacques Graindorge (1614–1659), Altertumsforscher
- Martial de Guernon-Ranville (1787–1866), Minister
- Mathieu Hamel (* 1972), Beachvolleyballspieler
- Lyli Herse (1928–2018), Radrennfahrerin
- Privel Hinkati (* 1988), franko-beninischer Ruderer
- Gaël Horellou (* 1975), Jazzmusiker
- Jean Jannon (1580–1658), schweizerisch-französischer Buchdrucker und Schriftentwerfer
- Jean-Pierre Jaussaud (1937–2021), Autorennfahrer
- Marie-Pierre Kœnig (1898–1970), General
- Marek Kwiatkowski (1930–2016), polnischer Kunsthistoriker
- Tanneguy Le Fèvre (1615–1672), Humanist
- Jack Leconte (* 1959), Autorennfahrer und Rennstallbesitzer
- Guy de Lioncourt (1885–1961), Komponist
- François de Malherbe (1555–1628), Schriftsteller
- Paul-Jacques Malouin (1701–1778), Arzt und Chemiker
- Bruno Massot (* 1989), Olympiasieger im Eiskunstlauf-Paarlauf (mit Aljona Savchenko) in Pyeong Chang 2018
- Antoine Le Métel d’Ouville (1590–1656), Dramatiker
- Nina Meurisse (* 1988), Filmschauspielerin
- Claude Moisy (1927–2020), Journalist und Autor
- Christophe Monniot (* 1970), Jazzmusiker
- Germain Morin (1861–1946), belgischer römisch-katholischer Theologe und Patrologe
- Mélanie Pain, Pop- und Chansonsängerin
- Denis Perez (* 1965), Eishockeyspieler
- Pierre Ragues (* 1984), Autorennfahrer
- Flavie Renouard (* 2000), Leichtathletin
- Eustache Restout (1655–1743), Architekt und Maler
- Jacques Restout (um 1650–um 1701), Maler
- Marc Restout (1616–1684), Maler
- Catherine Rihoit (* 1950), Schriftstellerin
- Jean-François Sarasin (1614–1654), französischer Literat und Dichter
- Michael Schulz (* 1969), deutscher Pflegewissenschaftler, Hochschullehrer
- Jean Regnault de Segrais (1624–1701), Dichter
- Jean Restout der Ältere (1666–1702), Maler
- Pierre Varignon (1654–1722), Mathematiker
- Stéphane Yonnet (* 1976), Freestyle-Skier

## Sonstiges
Nach der Stadt Caen (lateinisch Cadomus) wurde die Cadomische Orogenese benannt, eine Gebirgsbildungsphase, welche während des späten Neoproterozoikums vor etwa 650-550 Millionen Jahren stattfand. Hierbei wurde der Nordrand von Gondwana und der (spätere) Ostrand von Baltica erfasst.